# Belmond (azienda)
Belmond Management Limited è un'azienda inglese che opera nel settore turistico, fondata nel 1976 a Londra. Precedentemente nota come Orient-Express Hotels Ltd e ribattezzata Belmond Ltd nel luglio 2014, opera nel settore dell'ospitalità e dei viaggi in 22 paesi del mondo attraverso una struttura di hotel di lusso, ristoranti, treni e crociere fluviali.

## Storia
La società, che deriva il suo nome originale dal treno Orient Express, nasce nel 1976 con l'acquisizione dell'Hotel Cipriani a Venezia. Gestisce il Simplon-Orient-Express di Venezia che fornisce un servizio ferroviario notturno tra Londra e Venezia. Gestisce anche altri treni, compreso il servizio ferroviario Belmond Royal Scotsman, e ha una partecipazione del 50% in PeruRail.
Tra gli hotel europei possiede, oltre al Belmond Hotel Cipriani a Venezia, il Belmond Reid's Palace a Madeira. Possiede anche il Belmond Mount Nelson Hotel a Città del Capo e il Belmond Copacabana Palace a Rio de Janeiro. Gestisce due incrociatori fluviali sul fiume Irrawaddy nella Birmania centrale (Myanmar) e Belmond Afloat in Francia (cinque chiatte fluviali).
Nel settembre 2015 Roeland Vos è nominato presidente e CEO della società al posto di John Scott. Il suo obiettivo: raddoppiare le dimensioni entro il 2020.
Nel febbraio 2018 acquisisce il Castello di Casole (Siena), portando ad otto le strutture che possiede in Italia: Hotel Cipriani a Venezia, Villa San Michele a Fiesole, Splendido & Splendido Mare a Portofino, Caruso a Ravello (Salerno), Grand Hotel Timeo e Villa Sant'Andrea a Taormina.
Nel dicembre 2018 LVMH annuncia l'acquisizione della catena alberghiera di lusso Belmond per 3,2 miliardi di dollari (25 dollari per azione con un premio del 42% sull'ultima chiusura dei titoli Belmond) pagando in contanti 2,6 miliardi di dollari (2,3 miliardi di euro. Il closing dell'operazione entro giugno 2019.
il primo azionista del gruppo risulta in dicembre BlackRock con il 12,32%, seguito da Rueben Brothers con il 12,10%. Tra i principali azionisti anche l'italiano Giuseppe Statuto con il 5,1%.
Nel febbraio 2023 Belmond ha siglato un accordo con Sardegna Resorts S.r.l., una società interamente controllata dal Qatar Investment Authority (“QIA”), per la gestione dell’Hotel Romazzino a Porto Cervo, in Sardegna. Sotto la direzione di Belmond, la proprietà prenderà il nome di Romazzino, A Belmond Hotel, Costa Smeralda dal 2024.

## Proprietà
Nord America
- Belmond La Samanna, St. Martin, Antille Francesi
- Belmond Maroma Resort & Spa, Riviera Maya, Messico
- Belmond Casa de Sierra Nevada, San Miguel de Allende, Messico
- Belmond Charleston Place, Charleston, Stati Uniti d'America
- '21' Club, New York, Stati Uniti d'America
- Belmond El Encanto, Santa Barbara, Stati Uniti d'America
- Inn at Perry Cabin by Belmond, St. Michaels, Stati Uniti d'America

Sud America
- Belmond Hotel das Cataratas, Iguazù, Brasile
- Belmond Copacabana Palace, Rio de Janeiro, Brasile
- Belmond Hotel Monasterio, Cuzco, Perù
- Belmond Palacio Nazarenas, Cuzco, Perù
- Belmond Hiram Bingham, Machu Picchu, Perù
- Belmond Sanctuary Lodge, Machu Picchu, Perù
- Belmond Miraflores Park, Lima, Perù
- Belmond Hotel Rio Sagrado, Valle Sacra, Perù

Europa
- Belmond Afloat in France, Borgogna, Francia
- Venice Simplon-Orient-Express, Europa
- Belmond Grand Hibernian, Irlanda
- Belmond Villa San Michele, Firenze, Italia
- Belmond Castello di Casole, Siena, Italia
- Belmond Hotel Splendido, Portofino, Italia
- Belmond Splendido Mare, Portofino, Italia
- Belmond Hotel Caruso, Ravello, Italia
- Belmond Hotel Cipriani, Venezia, Italia
- Belmond Villa Sant'Andrea, Taormina, Italia
- Belmond Grand Hotel Timeo, Taormina, Italia
- Romazzino, a Belmond Hotel, Costa Smeralda, Italia
- Belmond Reid's Palace, Madeira, Portogallo
- Belmond Grand Hotel Europe, San Pietroburgo, Russia
- Belmond La Residencia, Maiorca, Spagna
- Belmond Royal Scotsman, Edimburgo, Regno Unito
- Belmond British Pullman, Regno Unito
- Belmond Cadogan Hotel, Londra, Regno Unito
- Belmond Le Manoir aux Quat'Saisons, Oxfordshire, Regno Unito
- Belmond Northern Belle, Regno Unito

Africa
- Belmond Safaris, Botswana
- Belmond Mount Nelson Hotel, Città del Capo, Sudafrica

Asia
- Belmond La Résidence d'Angkor, Siem Reap, Cambogia
- Belmond Jimbaran Puri, Bali, Indonesia
- Belmond La Résidence Phou Vao, Luang Prabang, Laos
- Belmond Governor's Residence, Yangon, Myanmar
- Belmond Orcaella, Fiume Chindwin, Asia
- Belmond Road to Mandalay, Fiume Ayeyarwady, Asia
- Eastern & Oriental Express, Thailandia e sud-est asiatico
- Koh Samui Belmond Napasai, Thailandia